# Franz Xaver Wernz
Franz Xaver Wernz SJ (ur. 4 grudnia 1842 w Rottweil, zm. 19 sierpnia 1914 w Rzymie) – niemiecki prezbiter katolicki, jezuita, 25. Przełożony Generalny Towarzystwa Jezusowego.
Ojciec Wernz był najstarszym z ośmiorga dzieci głęboko wierzących rodziców. Od wczesnych lat pragnął zostać jezuitą, być może pod wpływem uroku kościoła parafialnego w Rottweil, który przed kasatą należał do jezuitów i zawierał wiele śladów tez przynależności. Obrazy wielu świętych jezuitów, misje dawane przez jezuitów pomogły mu podjąć decyzję o wstąpieniu do zakonu. Nowicjat rozpoczął 5 grudnia 1857 w Gorheim koło Sigmaringen, a pierwsze śluby złożył 8 grudnia 1859 roku. W latach 1864–1868 i 1872-1873 był prefektem i nauczycielem w jezuickiej szkole Stella Matutina w Feldkirch, Austria. Studiował filozofię i teologię w Maria Laach i Akwizgranie. Podczas Kulturkampfu Ottona von Bismarcka wygnano jezuitów z Niemiec. Wernz znalazł schronienie w kolegium jezuickim Ditton Hall w Lancashire w Anglii i ostatecznie, w 1881, osiadł w St. Bueno w Walii. Po rocznych prywatnych studiach został profesorem prawa kanonicznego w Ditton Hall i później w St. Bueno. Między 1882 a 1906 nauczał prawa kanonicznego na Uniwersytecie Gregoriańskim; ostatnie dwa lata będąc jego rektorem.
Po śmierci generała Luisa Martína, Wikariusz Generalny zwołał Kongregację na 31 sierpnia 1906, która jednak rozpoczęła się dzień później i trwała do 18 października. W trzecim głosowaniu, 8 września, 64-letni Franciszek Wernz został wybrany generałem.
Podczas swego generalatu promował duchowość ignacjańską, troszczył się o wzrost Towarzystwa w Ameryce Pn., gdzie powstawały nowe prowincje, domy i kolegia jezuitów. Kontynuował zapoczątkowane przez poprzednika Luisa Martína opracowywanie źródeł do historii jezuitów wydawane w serii Monumenta Historica Societatis Jesu. Zachęcał do działalności pisarskiej i wydawniczej. Zainspirował powstanie periodyków wychodzących po dziś dzień: Voces e Maria ad Lacum przekształcony później w Stimmen der Zeit w Niemczech i Przegląd Powszechny w Polsce.
Jeden z jego ostatnich listów napisanych 25 grudnia 1913 do całego Towarzystwa dotyczył przypadającej w następnym roku setnej rocznicy przywrócenia Towarzystwa Jezusowego na świecie.
Wernz był generałem przez 7 lat i 11 miesięcy, od 8 września 1906 do śmierci 19 sierpnia 1914 roku. Zmarł na kilka godzin przed śmiercią papieża Piusa X i ok. 3 tygodnie po wybuchu I wojny światowej. Pochowany został w grobowcu jezuitów na Campo Verano.